# النهام
النهام (به انگلیسی: Alnham) یک روستا و محله مدنی در بریتانیا است که در نورث‌آمبرلند واقع شده‌است. النهام ۹۹ نفر جمعیت دارد.